# 十三號型巡洋戰艦
十三號型巡洋戰艦（十三号型巡洋戦艦）是大日本帝國海軍的八八艦隊計畫中打算最後建造艦的軍艦。计划1922年开工，予定建造八號艦至十一號艦共4艘。但由於华盛顿海军条约的签订，十三號型巡洋戰艦的计划在蓝图阶段被中止取消，没有正式的命名。

## 要目
十三号舰的编号属于八八舰队计划序列。该计划一号舰为战列舰长门（第三号战舰），二号舰为战列舰陆奥（第四号战舰），三号舰为战列舰加贺（第五号战舰），四号舰为战列舰土佐（第六号战舰），五号舰为战列巡洋舰天城（第四号巡洋战舰），六号舰为战列巡洋舰赤城（第五号巡洋战舰），七号舰为战列巡洋舰爱宕（第六号巡洋战舰），八号舰为战列巡洋舰高雄（第七号巡洋战舰）。九号至十二号舰为战列舰纪伊、尾张、駿河、近江（第七号至第十号战舰）。四艘十三号型战列巡洋舰分别是第八号至第十一号巡洋战舰。该计划完成后，“八八舰队”拥有战列舰8艘（2艘长门级、2艘加贺级、4艘纪伊级）和战列巡洋舰8艘（4艘天城级、4艘八号舰型）
十三号舰计划满载排水量达到空前的55000吨，航速与相同为30节。據説予定載搭46厘米口径連裝砲4座8門（有其他說法）。但从技术上分析，要保证与天城级同样的速度，并搭载8门18英寸主炮，是非常困難的。因此可能仅仅是设计中的方案，并不可能真正建造出来。
1920年，为了装备八八舰队计划中的八号舰，日本海军吴工厂试制出了48厘米以及46厘米口径炮各一门。48厘米口径炮在首次试验射击时炮尾炸裂。这门炮一直保存在广岛湾的龟ケ首试验场，第二次世界大战后被美军缴获。46厘米口径炮在减少发射装药的条件下通过了试验。

## 性能数据
十三号型战列巡洋舰的数据有几种说法，常见数据如下。
- 常備排水量　　47500吨
- 全長　　　　　278.3m
- 水線幅　　　　31.07m
- 水線下最大幅　約31.36m
- 平均吃水　　　9.74m
- 主機／軸数　　技本式、低压型蒸汽轮机各2组，4轴
- 锅炉　　　　　吕号舰本式重油锅炉14座
- 出力　　　　　150000馬力
- 速力　　　　　30节
- 兵装　　　　　460mm45倍径双联炮4座8門、140mm50倍径单装炮16门、120mm45倍径双联高炮4座8门、61cm水上鱼雷发射管8門
- 装甲　　　　　舷侧330mm维克斯装甲（倾斜15度），甲板约127mm新维克斯无渗碳均质装甲+高张力钢装甲

建造厂：
- 第13号舰 建造厂：横须贺海军工厂
- 第14号舰 建造厂：吴海军工厂
- 第15号舰 建造厂：三菱长崎船厂
- 第14号舰 建造厂：川崎神户船厂

首舰预定于1922年下半年开工，至1927年四舰全部服役
　　　　

## 虛構作品
20世紀末開始流行的架空歷史小說中，架空完成了八八艦隊的作品中其設定有幾種。十三號型由於沒有予定艦名，在不同的作品中用不同的名稱登場。
- 《八八艦隊物語》（横山信義） - 伊吹、穗高、鞍馬、戸隠
- 《軍艦越後之生涯》（軍艦越後の生涯、中里融司） - 筑波、八海、妙義、身延

另外，在中（佐藤大輔），戰艦加賀、土佐完成了，但十三號卻成為實彈射擊的靶舰而沉没。
在中國幻萌網絡手機遊戲《战舰少女R》當中以擬人化艦娘形象實裝，遊戲當中艦船的官方名字是“戰艦13號”，但在獲得它時的對話中自稱為“有明”。
在2015年戰遊網大型多人在线角色扮演射击游戏《戰艦世界》的多次更新以後，日本戰列艦科技樹的IX級銀幣系戰列巡洋艦“安达太良”和X級銀幣系戰列巡洋艦“丰后”，設計分別基於十三號型巡洋戰艦的K方案和L方案，並进行了现代化改装。

## 關連項目
- 大日本帝國海軍艦艇列表
- 八八艦隊
- 華盛頓海軍條約
- 計畫終止的兵器